# Plusiodonta suffusa
Plusiodonta suffusa är en fjärilsart som beskrevs av Hill 1924. Plusiodonta suffusa ingår i släktet Plusiodonta och familjen nattflyn. Inga underarter finns listade i Catalogue of Life.